# Trichouropoda orbicularis
Trichouropoda orbicularis is een mijtensoort uit de familie Trematuridae.